# Maxime Mehinto
Maxime Mehinto (* 26. November 1960) ist ein ehemaliger beninischer Boxer.
Mehinto gehörte bei den Olympischen Sommerspielen 1984 zu der dreiköpfigen, rein aus Boxern bestehenden Delegation seines Landes. Er trat im Leicht-Mittelgewicht an und verlor nach einem Freilos in der ersten Runde seinen Zweitrundenkampf gegen Abdellah Tibazi aus Marokko.